# Саєнко Марина Петрівна
Марина Петрівна Саєнко, до шлюбу Дикарьова (* 1 травня 1975, Рузаєвка, Мордовська АРСР, Російська РФСР, СРСР) — російська футболістка, яка грала на позиції захисниці. Відома за виступами за команду «Енергія» з Воронежа.

## Кар'єра
Марина Саєнко — вихованка клубу «Візит» (Саранськ), перший тренер — В. І. Губа. У 1990-ті роки виступала за команду «Сибірячка» (Красноярськ), переможниця єдиного розіграшу Кубка СРСР 1991 року. Відома за виступами за воронезьку «Енергію». Чемпіонка Росії 1998, 2002, 2003 років; володарка Кубка Росії 1999, 2000, 2001 років.
У збірній Росії грала на чемпіонаті світу 2003 року. У матчі на чемпіонаті світу 2003 року забила гол зі штрафного удару у ворота збірної Гани і отримала після матчу приз найкращого гравця зустрічі. У 2014 році підготувала команду ДЮСШ «Енергія», яка виграла Фінальний турнір першості Росії з жіночого футболу серед найкращих команд другого дивізіону, який проходив у Кримську Краснодарського краю.
Закінчила Всеросійський державний інститут фізичної культури.

## Особисте життя
Одружена з Михайлом Саєнком, братом російського футболіста та бронзового призера чемпіонату Європи 2008 року Івана Саєнка. Має двох дітей: Марія (1999 р. н.) і Марк (2009 р.р.).
Хобі — сім'я. Улюблений фільм — «Дванадцять стільців». Улюблений спортсмен — Зінедін Зідан.
Сестра футболіста Сергія Дикарьова.